# Putnam Lake
Putnam Lake és una concentració de població designada pel cens dels Estats Units a l'estat de Nova York. Segons el cens del 2000 tenia 3.855 habitants.

## Demografia
Segons el cens del 2000, Putnam Lake tenia 3.855 habitants, 1.314 habitatges, i 984 famílies. La densitat de població era de 384,6 habitants per km².
Dels 1.314 habitatges en un 40,1% hi vivien nens de menys de 18 anys, en un 61,6% hi vivien parelles casades, en un 9,7% dones solteres, i en un 25,1% no eren unitats familiars. En el 20,6% dels habitatges hi vivien persones soles el 6,8% de les quals corresponia a persones de 65 anys o més que vivien soles. El nombre mitjà de persones vivint en cada habitatge era de 2,85 i el nombre mitjà de persones que vivien en cada família era de 3,32.
Per edats la població es repartia de la següent manera: un 30,1% tenia menys de 18 anys, un 6,4% entre 18 i 24, un 33,1% entre 25 i 44, un 22% de 45 a 60 i un 8,4% 65 anys o més.
L'edat mediana era de 35 anys. Per cada 100 dones de 18 o més anys hi havia 95,8 homes.
La renda mediana per habitatge era de 62.695 $ i la renda mediana per família de 70.156 $. Els homes tenien una renda mediana de 50.532 $ mentre que les dones 31.694 $. La renda per capita de la població era de 24.114 $. Entorn de l'1,7% de les famílies i el 2% de la població estaven per davall del llindar de pobresa.